# Ocasión y Penitencia
Ocasión y Penitencia es un fresco de 168 cm x 146 cm de Andrea Mantegna o su escuela fechado hacia el 1500 aproximadamente y conservado en el Museo de la Città di Palazzo San Sebastiano en Mantua, después de haber estado mucho tiempo en el Palacio Cavriani, donde decoraba la campana de una chimenea. Estuvo expuesto en el Palacio Ducal de Mantua de 1915 a 2002.

## Descripción y estilo
El fresco, de significado erudito y alegórico, data de los años en los cuales Mantegna estaba ocupado en el studiolo de Isabel de Este. Si la factura no es excelsa en algunos detalles, sugiriendo un alumno de Mantegna, el dibujo se remonta con toda probabilidad a la mano del maestro. El tema deriva de un epigrama del poeta latino Ausonio titulado En simulacrum Occasionis et Peonitentia.
El fresco es monocromo, simulando un relieve. Un hombre corre, con los brazos abiertos, tratando de agarrar a la elusiva Occasio ("Ocasión"), que aparece como una doncella con el rostro cubierto por unos mechones de cabello (porque no es conocida por el Hombre) y el resto de la cabeza calva, y con alas en los pies que determinan la rapidez de sus movimientos. La habilidad del hombre estaría de hecho en coger la ocasión al vuelo, agarrándola por los mechones de pelo antes de que esta desaparezca: la esfera bajo sus pies representa de hecho la inestabilidad. El hombre es retenido por la Poenitentia ("Penitencia", en el sentido de Virtud), colocada sobre un pedestal cuadrado (símbolo de estabilidad), que lo empuja a tomarse tiempo, y a un estilo de vida más consciente y moderado. El hombre sería pues una personificación del Arrepentimiento, cuyo ejemplo parece querer ser una invitación a no dejarse atrapar por el señuelo de la voluble Fortuna, prefiriendo la prudencia y la virtud.

## Otros proyectos
- Wikimedia Commons contiene immagini o altri file su Occasio e Poenitentia

- Datos: Q3880642
- Multimedia: Occasio et Poenitentia by Andrea Mantegna / Q3880642